# Westport (Oklahoma)
Westport é uma cidade  localizada no estado norte-americano de Oklahoma, no condado de Pawnee.

## Demografia
Segundo o censo norte-americano de 2000, a sua população era de 264 habitantes.
Em 2006, foi estimada uma população de 268, um aumento de 4 (1.5%).

## Geografia
De acordo com o United States Census Bureau tem uma área de
21,9 km², dos quais 10,3 km² cobertos por terra e 11,6 km² cobertos por água.

## Localidades na vizinhança
O diagrama seguinte representa as localidades num raio de 12 km ao redor de Westport.